# Harpinia amundseni
Harpinia amundseni är en kräftdjursart. Harpinia amundseni ingår i släktet Harpinia och familjen Phoxocephalidae. Inga underarter finns listade i Catalogue of Life.